# یواس‌اس گرند گلف (۱۸۶۳)
یواس‌اس گرند گلف (۱۸۶۳) (به انگلیسی: USS Grand Gulf (1863)) یک کشتی بود که طول آن ۲۱۰ فوت ۴ اینچ (۶۴٫۱۱ متر) بود.